# Haemaphysalis tibetensis
Haemaphysalis tibetensis är en fästingart som beskrevs av Harry Hoogstraal 1965. Haemaphysalis tibetensis ingår i släktet Haemaphysalis och familjen hårda fästingar. Inga underarter finns listade i Catalogue of Life.